# Le Breuil (Allier)
Le Breuil is een gemeente in het Franse departement Allier (regio Auvergne-Rhône-Alpes) en telt 553 inwoners (1999). De plaats maakt deel uit van het arrondissement Vichy.

## Geografie
De oppervlakte van Le Breuil bedraagt 33,6 km², de bevolkingsdichtheid is 16,5 inwoners per km².

## Demografie
Onderstaande figuur toont het verloop van het inwonertal (bron: INSEE-tellingen).

Vanwege een beveiligingsprobleem met de MediaWiki Graph-software is het momenteel niet mogelijk deze grafiek weer te geven. Zodra de software is bijgewerkt zal de grafiek vanzelf weer zichtbaar worden.